# Kárpi
Kárpi, en grec moderne : Κάρπη, est un village du dème de Péonie, dans le district régional de Kilkís, en Macédoine-Centrale,  Grèce. 
Selon le recensement de 2011, la population du village compte 369 habitants.